# A Bahama-szigetek a 2000. évi nyári olimpiai játékokon
A Bahama-szigetek az ausztráliai Sydneyben megrendezett 2000. évi nyári olimpiai játékok egyik részt vevő nemzete volt. Az országot az olimpián 3 sportágban 25 sportoló képviselte, akik összesen 3 érmet szereztek.

## Érmesek
| Érem  | Versenyző                                                                                           | Sportág  | Versenyszám           |
| ----- | --------------------------------------------------------------------------------------------------- | -------- | --------------------- |
| Arany | Pauline Davis-Thompson                                                                              | Atlétika | Női 200 m             |
| Arany | Sevatheda Fynes Chandra Sturrup Pauline Davis-Thompson Debbie Ferguson-McKenzie Eldece Clarke-Lewis | Atlétika | Női 4 × 100 m váltó   |
| Bronz | Avard Moncur Troy McIntosh Carl Oliver Chris Brown Timothy Munnings                                 | Atlétika | Férfi 4 × 400 m váltó |

## Atlétika
Férfi
| Versenyző                                                             | Versenyszám     | Előfutam | Előfutam | Előfutam | Negyeddöntő | Negyeddöntő | Negyeddöntő | Elődöntő | Elődöntő | Elődöntő | Döntő   | Döntő    |
| Versenyző                                                             | Versenyszám     | Idő      | Hely.    | Össz.    | Idő         | Hely.       | Össz.       | Idő      | Hely.    | Össz.    | Idő     | Helyezés |
| --------------------------------------------------------------------- | --------------- | -------- | -------- | -------- | ----------- | ----------- | ----------- | -------- | -------- | -------- | ------- | -------- |
| Renward Wells                                                         | 100 m           | 10,47    | 5.       | 46.      | kiesett     | kiesett     | kiesett     | kiesett  | kiesett  | kiesett  | kiesett | kiesett  |
| Renward Wells                                                         | 200 m           | 20,95    | 3.       | 32.***   | 21,26       | 8.          | 31.         | kiesett  | kiesett  | kiesett  | kiesett | kiesett  |
| Andrew Tynes                                                          | 200 m           | 21,00    | 5.       | 39.**    | kiesett     | kiesett     | kiesett     | kiesett  | kiesett  | kiesett  | kiesett | kiesett  |
| Dominic Demeritte                                                     | 200 m           | 21,47    | 6.       | 57.      | kiesett     | kiesett     | kiesett     | kiesett  | kiesett  | kiesett  | kiesett | kiesett  |
| Avard Moncur                                                          | 400 m           | 45,23    | 1.       | 4.       | 45,43       | 3.          | 12.*        | 45,18    | 5.       | 5.       | kiesett | kiesett  |
| Chris Brown                                                           | 400 m           | 45,80    | 1.       | 24.      | 45,76       | 6.          | 25.         | kiesett  | kiesett  | kiesett  | kiesett | kiesett  |
| Troy McIntosh                                                         | 400 m           | 47,06    | 6.       | 58.      | kiesett     | kiesett     | kiesett     | kiesett  | kiesett  | kiesett  | kiesett | kiesett  |
| Renward Wells Dominic Demeritte Iram Lewis Wellington Saunders-Whymms | 4 × 100 m váltó | 39,57    | 4.       | 23.      |             |             |             | kiesett  | kiesett  | kiesett  | kiesett | kiesett  |
| Avard Moncur Troy McIntosh Carl Oliver Chris Brown Timothy Munnings   | 4 × 400 m váltó | 3:01,50  | 3.       | 3.       |             |             |             | 2:59,02  | 2.       | 2.       | 2:59,23 |          |

Női
| Versenyző                                                                                           | Versenyszám     | Előfutam | Előfutam | Előfutam | Negyeddöntő | Negyeddöntő | Negyeddöntő | Elődöntő | Elődöntő | Elődöntő | Döntő   | Döntő    |
| Versenyző                                                                                           | Versenyszám     | Idő      | Hely.    | Össz.    | Idő         | Hely.       | Össz.       | Idő      | Hely.    | Össz.    | Idő     | Helyezés |
| --------------------------------------------------------------------------------------------------- | --------------- | -------- | -------- | -------- | ----------- | ----------- | ----------- | -------- | -------- | -------- | ------- | -------- |
| Sevatheda Fynes                                                                                     | 100 m           | 11,18    | 1.       | 6.*      | 11,10       | 1.          | 4.          | 11,16    | 3.       | 3.       | 11,22   | 6.       |
| Chandra Sturrup                                                                                     | 100 m           | 11,31    | 1.       | 13.      | 11,22       | 3.          | 9.          | 11,31    | 2.       | 6.*      | 11,21   | 5.       |
| Chandra Sturrup                                                                                     | 200 m           | 23,09    | 3.       | 12.      | 23,21       | 5.          | 21.*        | kiesett  | kiesett  | kiesett  | kiesett | kiesett  |
| Debbie Ferguson-McKenzie                                                                            | 100 m           | 11,10    | 1.       | 2.*      | 11,18       | 2.          | 6.          | 11,34    | 4.       | 10.      | 11,29   | 7.       |
| Debbie Ferguson-McKenzie                                                                            | 200 m           | 23,19    | 2.       | 19.      | 22,72       | 1.          | 5.*         | 22,62    | 1.       | 4.       | 22,37   | 4.       |
| Pauline Davis-Thompson                                                                              | 200 m           | 22,61    | 2.       | 3.       | 22,72       | 2.          | 5.*         | 22,38    | 1.       | 1.       | 22,27   |          |
| Christine Amertil                                                                                   | 400 m           | 53,12    | 5.       | 33.      | kiesett     | kiesett     | kiesett     | kiesett  | kiesett  | kiesett  | kiesett | kiesett  |
| Tonique Williams-Darling                                                                            | 400 m           | 53,43    | 6.       | 36.      | kiesett     | kiesett     | kiesett     | kiesett  | kiesett  | kiesett  | kiesett | kiesett  |
| Sevatheda Fynes Chandra Sturrup Pauline Davis-Thompson Debbie Ferguson-McKenzie Eldece Clarke-Lewis | 4 × 100 m váltó | 42,58    | 1.       | 2.       |             |             |             | 42,42    | 1.       | 2.*      | 41,95   |          |

| Versenyző      | Versenyszám   | Selejtező | Selejtező | Döntő    | Döntő    |
| Versenyző      | Versenyszám   | Eredmény  | Helyezés  | Eredmény | Helyezés |
| -------------- | ------------- | --------- | --------- | -------- | -------- |
| Jackie Edwards | Távolugrás    | 660 cm    | 11.       | 659 cm   | 6.       |
| Laverne Eve    | Gerelyhajítás | 58,36 m   | 16.       | kiesett  | kiesett  |

* - egy másik versenyzővel azonos eredményt ért el

** - két másik versenyzővel azonos eredményt ért el

*** - három másik versenyzővel azonos eredményt ért el

## Tenisz
Férfi
| Versenyző                  | Versenyszám | 32-es főtábla                                                   | Nyolcaddöntő                                                    | Negyeddöntő                                                                           | Elődöntő          | Bronz- mérkőzés   | Döntő             | Helyezés |
| Versenyző                  | Versenyszám | Ellenfél Eredmény                                               | Ellenfél Eredmény                                               | Ellenfél Eredmény                                                                     | Ellenfél Eredmény | Ellenfél Eredmény | Ellenfél Eredmény | Helyezés |
| -------------------------- | ----------- | --------------------------------------------------------------- | --------------------------------------------------------------- | ------------------------------------------------------------------------------------- | ----------------- | ----------------- | ----------------- | -------- |
| Mark Knowles Mark Merklein | Páros       | Portugália (POR) · Nuno Marques · Bernardo Mota · 6-7, 6-4, 7-5 | Egyesült Államok (USA) · Alex O'Brien · Jared Palmer · 6-2, 6-4 | Dél-afrikai Köztársaság (RSA) · David Adams · John-Laffnie de Jager · 6-4, 2-6, 12-14 | kiesett           | kiesett           | kiesett           | 5.       |

## Úszás
Férfi
| Versenyző          | Versenyszám    | Előfutam | Előfutam | Előfutam | Elődöntő | Elődöntő | Elődöntő | Döntő   | Döntő    |
| Versenyző          | Versenyszám    | Idő      | Hely.    | Össz.    | Idő      | Hely.    | Össz.    | Idő     | Helyezés |
| ------------------ | -------------- | -------- | -------- | -------- | -------- | -------- | -------- | ------- | -------- |
| Allan Murray       | 50 m gyors     | 23,34    | 2.       | 37.      | kiesett  | kiesett  | kiesett  | kiesett | kiesett  |
| Christopher Murray | 100 m gyors    | 51,93    | 2.       | 40.*     | kiesett  | kiesett  | kiesett  | kiesett | kiesett  |
| Nick Rees          | 100 m pillangó | 57,23    | 8.       | 57.      | kiesett  | kiesett  | kiesett  | kiesett | kiesett  |
| Jeremy Knowles     | 200 m mell     | 2:20,31  | 4.       | 36.      | kiesett  | kiesett  | kiesett  | kiesett | kiesett  |
| Jeremy Knowles     | 200 m vegyes   | 2:06,85  | 2.       | 35.      | kiesett  | kiesett  | kiesett  | kiesett | kiesett  |
| Jeremy Knowles     | 400 m vegyes   | 4:26,87  | 2.       | 31.      |          |          |          | kiesett | kiesett  |

* - egy másik versenyzővel azonos eredményt ért el